# تسيلا-ميليس
تسيلا-ميليس (بالألمانية: Zella-Mehlis) هي مدينة و بلدة ألمانية تقع في تورينغن في ألمانيا. يقدر عدد سكانها بـ 12,245 نسمة .

## توأمة
لتسيلا-ميليس اتفاقيات توأمة مع:
- آندرناخ

## أعلام
- كارل فالتر
- يوهان هينريتش إيرهارد
- فيكتوريا كارل
- هينريتش إيرهارد
- ميخائيل شومان